# John Stahl (Schauspieler)
John Stahl (* 1953 in Sauchie, Clackmannanshire; † 2. März 2022 in Lewis, Schottland) war ein  britischer Schauspieler.

## Leben und Wirken
John Stahl absolvierte sein Schauspielstudium an der Royal Scottish Academy of Music and Drama. Als Theaterschauspieler gastierte er unter anderem am Gielgud Theatre in London, am National Theatre of Scotland, am Royal National Theatre, am Royal Court Theatre, am Theatre Royal Bath, am Royal Exchange Theatre in Manchester, am Londoner Soho Theatre und spielte bei der Royal Shakespeare Company sowie der Rapture Theatre Company in Glasgow.
Er wirkte in zahlreichen Werken von William Shakespeare mit, darunter Viel Lärm um nichts, Troilus und Cressida, Othello, Hamlet, Wie es euch gefällt, Ende gut, alles gut, König Johann, Richard III und Macbeth. Weiters spielte er zum Beispiel in Schillers Maria Stuart, in The Gods Weep von Dennis Kelly sowie Richter Hathorne in Hexenjagd von Arthur Miller, Ludovico in Dog in the Manger von Lope de Vaga, König David in Tamar's Revenge (La venganza de Tamar) von Tirso de Molina und Bill in The Alice Trilogy von Tom Murphy.
Seinen ersten Fernsehauftritt hatte Stahl in zwei Folgen der Serie The Mackinnons. Seitdem spielte er in verschiedenen britischen Serien mit, darunter Taggart, Doctors und Being Human. Von 2012 bis 2013 war er als Rickard Karstark in der erfolgreichen Fernsehserie Game of Thrones zu sehen.
Stahl war verheiratet mit Jane Paton. Er starb am 2. März 2022.

## Filmografie (Auswahl)
- 1977: The Mackinnons (Fernsehserie, zwei Episoden)
- 1979: Lebenslänglich – Ein Albtraum hinter Gittern (A Sense of Freedom)
- 1987–2003: Take the High Road (Fernsehserie, 114 Episoden)
- 1994: Taggart (Fernsehserie, Episode 10x02)
- 1994: Crime Story (Fernsehserie, Episode 2x05)
- 1995: Resort to Murder (Fernsehserie, fünf Episoden)
- 1996: Nessie – Das Geheimnis von Loch Ness (Loch Ness)
- 1996: Doctor Finlay (Fernsehserie, Episode 4x06)
- 2003: Doctors (Fernsehserie, Episode 5x105)
- 2008–2011: Holby City (Fernsehserie, zwei Episoden)
- 2010: Being Human (Fernsehserie, drei Episoden)
- 2012: Viel Lärm um nichts (Much Ado About Nothing)
- 2012–2013: Game of Thrones (Fernsehserie, fünf Episoden)
- 2016: Mord auf Shetland (Shetland, Fernsehserie, Episode 3x03)
- 2018: Maria Stuart, Königin von Schottland (Mary Queen of Scots)